# Julio Briñol Maíz
Julio Briñol Maíz (Buenos Aires, 7 de marzo de 1902 - Madrid, 21 de octubre de 1944) fue un pintor tafallés nacido en Argentina especializado en retratos y paisajes “en la línea de la pintura española del siglo XVII” con algunas influencias impresionistas desde la década de 1930.

## Biografía

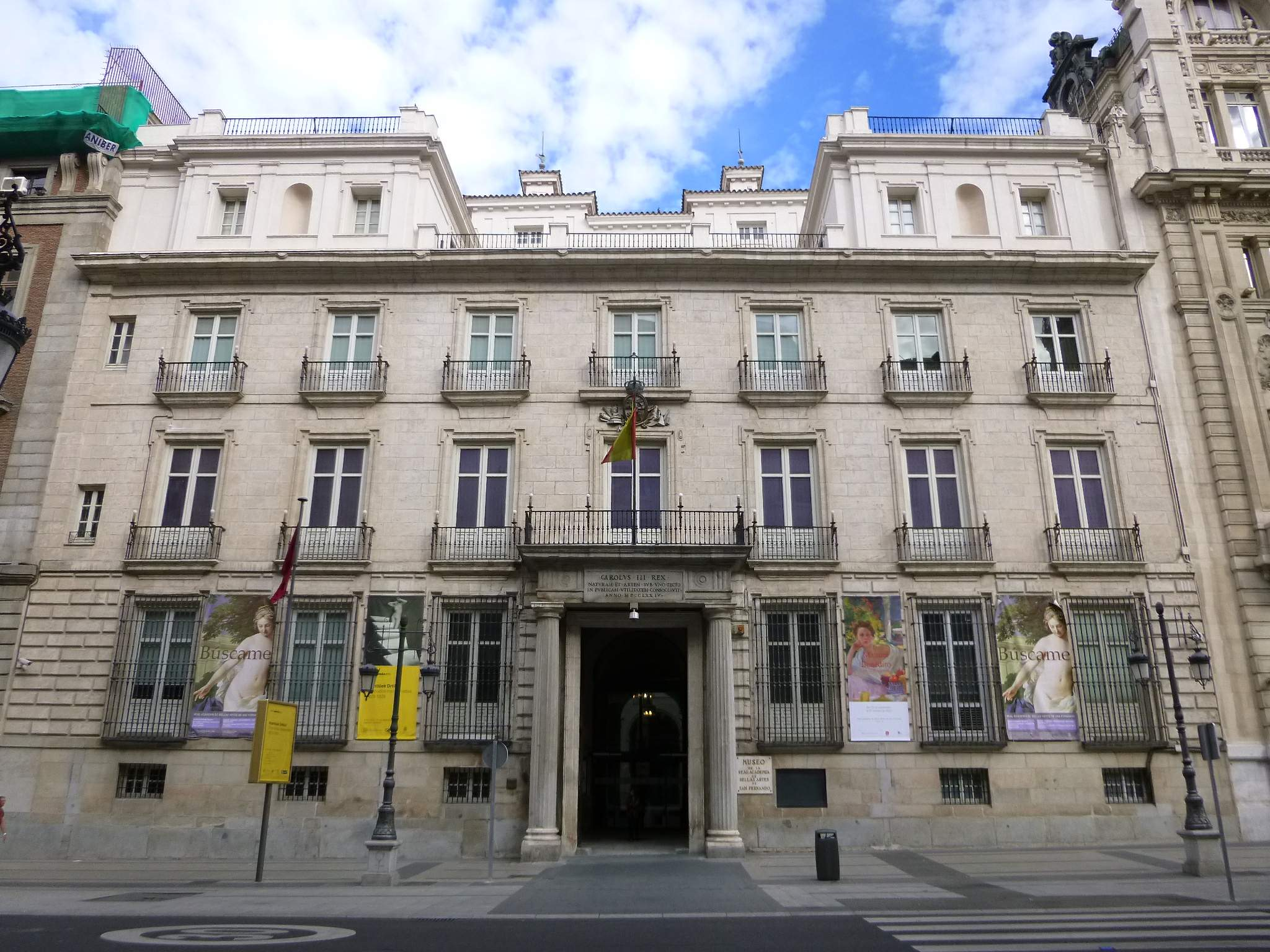
Museo de la Real Academia de Bellas Artes de San Fernando.

Briñol nació en Buenos Aires en marzo de 1902, pero su familia se trasladó dos años después a Navarra, donde vivió durante gran parte de su vida. Inicialmente se formó en el Colegio de Maristas de Pamplona, donde “destaca extraordinariamente en la asignatura de dibujo, siendo instado por su profesor a que persevere y reciba lecciones particulares, pues ve en él «buena madera»”. Briñol continuó su formación artística en la Escuela de Artes y Oficios de Pamplona, en la academia del pintor navarro Javier Ciga y posteriormente en la Real Academia de Bellas Artes de San Fernando en Madrid tras recibir una beca de la Diputación Foral de Navarra. Se hizo con el primer premio en el concurso de carteles de las fiestas de San Fermín de 1922 y ese mismo año abandonó Navarra para trasladarse temporalmente a Madrid, donde posteriormente fue artista pensionado en el Paular.
Tras una breve estancia en Pamplona, Briñol regresó a Madrid, donde se asentó definitivamente tras contraer matrimonio con Concha López Clemente en abril de 1929. El pintor tafallés abrió un estudio de pintura en la calle Sebastián Elcano 40 que compartió durante un tiempo con el pintor Feist, que se había trasladado desde Francia a la capital española.
Briñol se vio sorprendido por el estallido de la guerra civil española en julio de 1936 mientras se encontraba residiendo en Madrid y se unió al bando republicano durante la guerra, trabajando para el Servicio de Cartografía republicano. Cuando la República fue definitivamente derrotada en la guerra en 1939, Briñol fue hecho prisionero por el bando sublevado e internado en un campo de concentración durante 6 meses. 
Tras su liberación abandonó casi por completo la pintura y trabajó para la empresa de mobiliario Laorga S.A., liderando el departamento de diseño y llegando a ser socio de la empresa. Uno de sus proyectos más importantes en la empresa fue la proyección y realización de las habitaciones particulares de Francisco Franco.
Briñol falleció el 21 de octubre de 1944 a los 42 años en Madrid a causa de una pulmonía y ello "truncó una de las más esperanzadoras carreras pictóricas de Navarra". Siempre se destacó del pintor tafallés que era “muy noble y quizá demasiado modesto para su reconocida valía” a nivel artístico, formando parte de una generación de pintores navarros nacidos a comienzos del siglo XX que incluyó a pintores como Crispín Martínez, Gerardo Sacristán, Antonio Cabasés, Emilio Sánchez Cayuela (Gutxi) o Pedro Lozano de Sotés.

## Obra
No es posible discernir distintas etapas en la producción artística de Briñol aunque sí que se percibe una leve diferencia entre las obras que hizo durante su período de formación artística y las que hizo tras concluir su formación. Su obra parece resultado del perfeccionamiento y la maduración progresiva, pero siempre en la misma dirección.
Su primer éxito artístico fue la consecución del primer premio en el concurso de carteles para las fiestas de San Fermín en 1922 a los 20 años. Poco después pintó diversos retratos de personajes populares con un gusto similar al de Diego Velázquez, con destacados juegos de luces y sombras, prefiriendo el uso de colores oscuros y buscando principalmente la caracterización psicológica de la persona retratada. La mayoría de las obras de esta temática las realizó en la década de 1920 y entre ellas destacan Olla (un pamplonés mitad borracho mitad poeta) Petit, (un perrero municipal) Bandres (un conocido joven de Pamplona), Anciano (un asilado de la Meca), Monje y Txistularis. Más tarde se interesó por los desnudos, de los cuales la crítica de la época destacaba su técnica "suelta y fuerte".
Briñol también pintó diversos paisajes desde el inicio de su trayectoria artística. Sus primeros paisajes tienen una gran influencia de las obras de Enrique Zubiri y en mayor medida, de Javier Ciga (algunas de las primeras obras de Briñol fueron copias de obras de Ciga). Su traslado a Madrid en 1929 conllevó una serie de cambios en sus paisajes en línea con el paisaje levantino que conoció en esta época, como una mayor calidad artística y una mayor profundidad en sus obras. Durante el transcurso de la década de 1930 los paisajes de Briñol adquieren su máxima calidad artística y reflejan gran madurez, tratándose principalmente de paisajes castellanos que representan Robledo de Chabela, su lugar de vacaciones en esta época, que presentan unos colores más variados y luminosos que antes y destacan por su perspectiva. A nivel artístico el pintor tafallés tenía especial predilección por los paisajes del Baztán, Segovia, El Paular, Peñalara, Sepúlveda, Rascafría y la sierra de Guadarrama y en algunos cuadros de este último escenario se aprecian similitudes con algunas obras de Ignacio Zuloaga, su artista "predilecto" y tanto en los paisajes de la sierra de Guadarrama como en los del Baztán se refleja su preocupación por la luz.

## Exposiciones y distinciones
Briñol hizo la primera exposición de sus dibujos en el Centro Mariano y posteriormente en el Centro de Estudios Vascos durante su etapa de formación. Posteriormente presentó sus obras en varias exposiciones en el Museo de Arte Moderno de Madrid, la galería Stylion en Pamplona, la Diputación Foral de Navarra y la Cámara de Comptos.

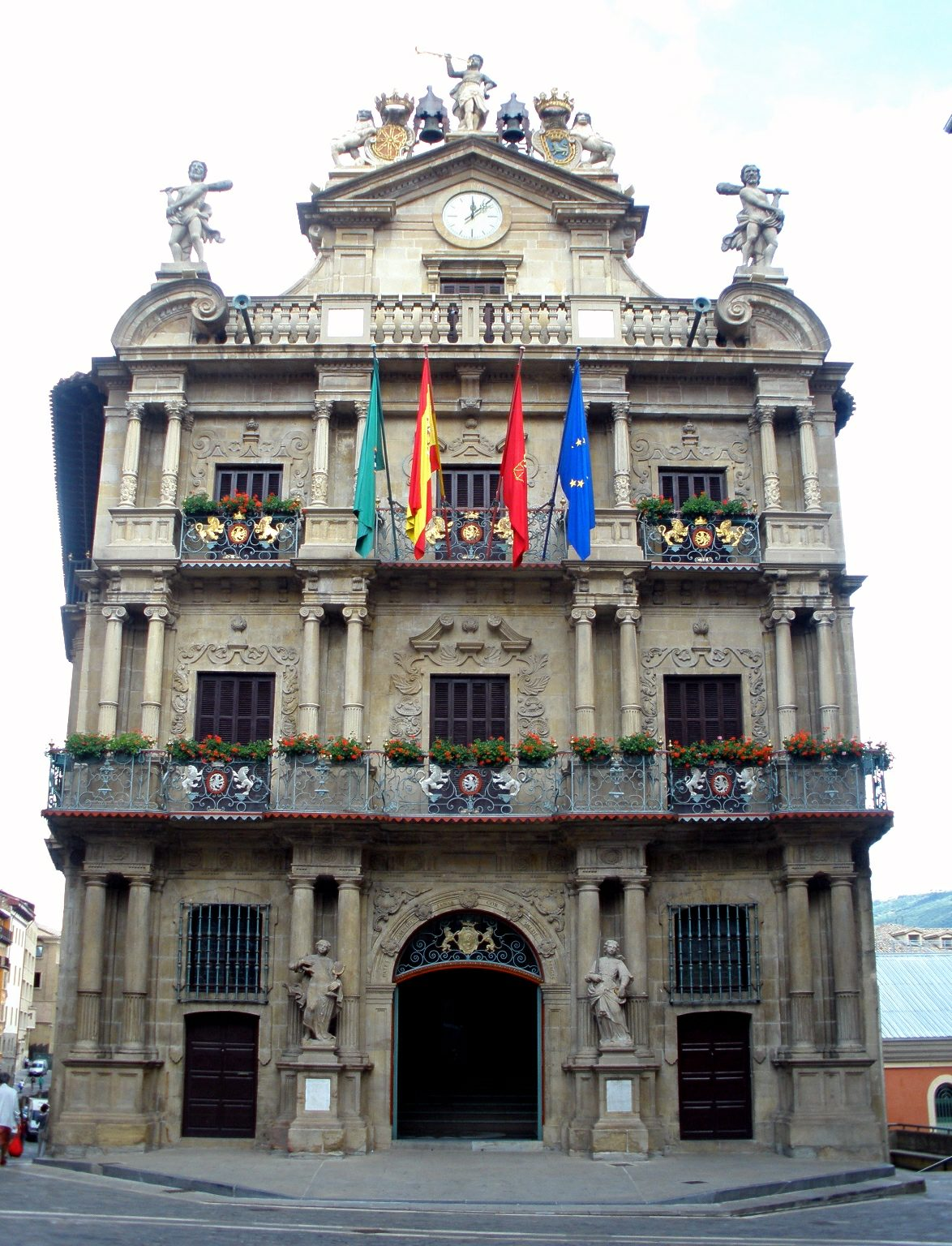
Ayuntamiento de Pamplona

Resultó ganador del "Certamen Artístico, Científico, Literario" del Ayuntamiento de Pamplona pero la decisión resultó muy polémica porque el jurado rechazó entregarle el premio por un cuadro de un desnudo femenino y en su lugar se lo dio por un retrato. Briñol ganó el primer premio del concurso de cartelería de Sanfermines en 1922 y también obtuvo la medalla de oro de la Real Academia de Bellas Artes de San Fernando, entregada por su propio director Julio Romero de Torres.